# Jason Reynolds

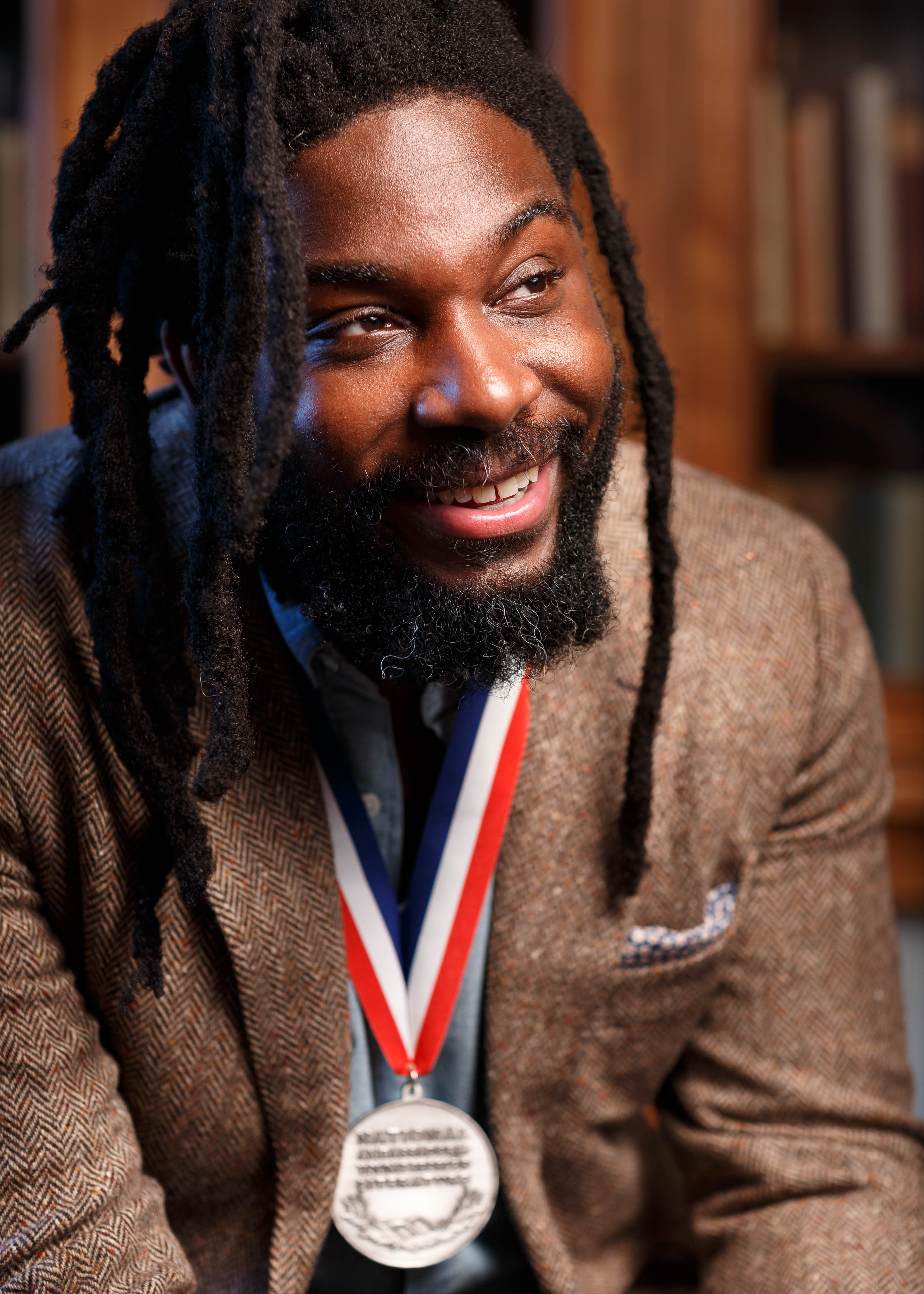
Jason Reynolds (2020)

Jason Reynolds (* 6. Dezember 1983 in Washington, D.C.) ist ein amerikanischer Schriftsteller.

## Leben
Reynolds wuchs zusammen mit drei Geschwistern in Oxon Hill auf, einem Vorort von Washington, D.C. im Bundesland Maryland. Seine Mutter war dort als Sonderschullehrerin tätig.
Reynolds schreibt vor allem Romane und Lyrik für Kinder und Jugendliche. Zu seinen wichtigsten Werken zählen Coole Nummer (2015), Nichts ist okay! (2016), Love oder meine schönsten Beerdigungen (2017), Ghost (2018), Patina (2018), Long Way Down (Orig. 2017), Sunny (2019), Lu (2019), Brüder (2020) und Die Sache mit dem Glücklichsein (2020).
2020 wurde das Buch Long Way Down für den Deutschen Jugendliteraturpreis nominiert. In dem 2019 erschienenen Buch Look Both Ways (dt. Asphalthelden) erzählt Reynolds mehrere, nur lose miteinander verbundene Geschichten – wie im Episodenfilm – nebeneinander.

## Schriften (Auswahl)
- Coole Nummer. Aus dem Englischen von Klaus Fritz, dtv, München 2015, ISBN 978-3-423-65018-2.
- Nichts ist okay! Mit Brendan Kiely. Aus dem Englischen von Klaus Fritz und Anja Hansen-Schmidt, dtv, München 2016, ISBN 978-3-423-43040-1 (im Original: All American Boys).
- Love oder Meine schönsten Beerdigungen. Aus dem Englischen von Klaus Fritz, dtv, München 2017, ISBN 978-3-423-65026-7. (im Original: The boy in the black suit, 2016).
- Ghost. Aus dem Englischen von Anja Hansen-Schmidt, dtv, München 2018, ISBN 978-3-423-64041-1.
- Long Way Down. Aus dem Englischen von Petra Bös, dtv, München 2019, ISBN 978-3-423-65031-1.
- Die Sache mit dem Glücklichsein. Aus dem Englischen von Klaus Fritz, dtv, München 2020, ISBN 978-3-423-62725-2.
- Stamped: Racism, Antiracism, and You. Mit Ibram X. Kendi. Little, Brown Young Readers, New York 2020. ISBN 978-0-316-45369-1.
  - Rassismus und Antirassismus in Amerika. Mit Ibram X. Kendi. Aus dem Englischen von Anja Hansen-Schmidt und Heike Schlatterer. dtv, München 2020. ISBN 978-3-423-64083-1.
- Asphalthelden. Aus dem Englischen von Antje Hansen-Schmidt, dtv, München 2021, ISBN 978-3-423-64078-7 (im Original: Look Both Ways, 2019).
- For Every One. Atheneum/Caitlyn Dlouhy Books, New York 2018, ISBN 978-1-4814-8624-8.
  - Für alle. Aus dem Englischen von Petra Bös, dtv, München 2022, ISBN 978-3-423-64088-6.

## Auszeichnungen (Auswahl)
- 2016: Walter Dean Myers Award
- 2016, 2017 und 2018: Coretta Scott King Honor Award
- 2017: Los Angeles Times Book Prize (Jugendbuch) für Long Way Down
- 2018: Newbery Honor Book: Long Way Down
- 2018: Luchs des Jahres für Ghost. Jede Menge Leben (zusammen mit der Übersetzerin Anja Hansen-Schmidt)
- 2019: Printz Honor Award
- 2021: Luchs des Monats (Juni) für Asphalthelden (zusammen mit der Übersetzerin Anja Hansen-Schmidt)
- 2021: Carnegie Medal für Look Both Ways
- 2024: MacArthur Fellowship